# Chloroclystis plinthochyta
Chloroclystis plinthochyta là một loài bướm đêm trong họ Geometridae.